# Euphobetron
Euphobetron is een geslacht van vlinders van de familie slakrupsvlinders (Limacodidae).

## Soorten
- E. albiplaga Hering & Hopp, 1927
- E. aquatipennis Dyar, 1906
- E. cupreitincta Dyar, 1906
- E. cypris (Grote, 1894)
- E. hydropteris Dyar, 1937
- E. moorei (Kirby, 1892)
- E. natadoides Dyar, 1906
- E. pullum Hering & Hopp, 1927